# That’s the Way of the World
A That’s the Way of the World az Earth, Wind & Fire amerikai R&B együttes 1975-ös nagylemeze. A dalok egyben az azonos című film betétdalai is. A Shining Star kislemez Amerikában a pop- és R&B-listák élére került. A címadó dal a 12. helyig jutott a poplistán. Az album három hétig vezette a Billboard Pop albumlistát, és tripla platinalemez lett.
2003-ban a Rolling Stone magazin Minden idők 500 legjobb albuma listáján a 493. lett. 2004-ben került be a Grammy Hall of Fame Albums and Songs-ba, és még ugyanebben az évben felkerült a Vibe magazin 51 album, amely egy generációt, egy hangzást és egy mozgalmat képvisel listájára. 2007-ben a 187. lett a The Definitive 200 listán, ugyanakkor bekerült a Pause & Play által létrehozott időkapszulába. 2009-ben a Soultracks.com az 1970-es évek legjobb soul-dalának választotta. Az album szerepel továbbá az 1001 lemez, amit hallanod kell, mielőtt meghalsz című könyvben.

## Az album dalai
| 1. | Shining Star                | Phillip Bailey, Larry Dunn, Maurice White                          | 2:50 |
| 2. | That's the Way of the World | Charles Stepney, Maurice White, Verdine White                      | 5:45 |
| 3. | Happy Feelin'               | Verdine White, Phillip Bailey, Larry Dunn, Maurice White, Al McKay | 3:35 |
| 4. | All About Love              | Larry Dunn, Maurice White                                          | 6:35 |

| 1. | Yearnin' Learnin' | Phillip Bailey, Charles Stepney, Maurice White | 3:39 |
| 2. | Reasons           | Phillip Bailey, Charles Stepney, Maurice White | 4:59 |
| 3. | Africano          | Larry Dunn, Maurice White                      | 5:09 |
| 4. | See the Light     | Louise Anglin, Philip Bailey, Larry Dunn       | 6:18 |

## Helyezések

### Album
| Év   | Lista                  | Helyezés |
| ---- | ---------------------- | -------- |
| 1975 | Billboard Pop Albums   | 1        |
| 1975 | Billboard Black Albums | 1        |

### Kislemezek
| Év   | Kislemez                    | Lista                   | Helyezés |
| ---- | --------------------------- | ----------------------- | -------- |
| 1975 | Africano                    | Billboard Disco Singles | 1        |
| 1975 | Happy Feelin'               | Billboard Disco Singles | 1        |
| 1975 | Shining Star                | Billboard Black Singles | 1        |
| 1975 | Shining Star                | Billboard Pop Singles   | 1        |
| 1975 | That's The Way Of The World | Billboard Black Singles | 5        |
| 1975 | That's The Way Of The World | Billboard Pop Singles   | 12       |

## Közreműködők
- Verdine White – basszusgitár
- Fred White, Maurice White, Ralph Johnson – dob
- Andrew P. Woolfolk – fuvola, szaxofon
- Al McKay, Johnny Graham – gitár
- Maurice White – kalimba
- Al McKay, Fred White, Maurice White, Philip Bailey, Ralph Johnson, Verdine White – ütőhangszerek
- Larry Dunn – zongora, orgona, szintetizátor
- Maurice White, Philip Bailey, Verdine White – ének

## Fordítás
Ez a szócikk részben vagy egészben a That's the Way of the World című angol Wikipédia-szócikk ezen változatának fordításán alapul.  Az eredeti cikk szerkesztőit annak laptörténete sorolja fel. Ez a jelzés csupán a megfogalmazás eredetét és a szerzői jogokat jelzi, nem szolgál a cikkben szereplő információk forrásmegjelöléseként.